# Rugby Americas North Championship 2016
El Rugby Americas North Championship fue la 9.ª edición del torneo de selecciones que organiza Rugby Americas North. Esta es una competición de rugby union para las selecciones de América del Norte y el Caribe que se desarrolló entre el 3 de marzo y el 2 de julio. A diferencia de la edición pasada, los equipos estuvieron separados en dos zonas: Norte y Sur, pero no los campeonatos ni copas.
Este año se usó como fase clasificatoria para la Copa Mundial de Rugby de 2019, por lo tanto, sólo pudieron participar las selecciones de las uniones miembros plenos del World Rugby.

## Participantes
Para esta edición fueron nueve las selecciones nacionales que compitieron por el título de campeón de la RAN.
| Zona Norte                   | Zona Sur                    |
| ---------------------------- | --------------------------- |
| Bahamas                      | Barbados                    |
| Bermudas                     | Guyana                      |
| Islas Caimán                 | Trinidad y Tobago           |
| México                       | Ganador de la Clasificación |
| Clasificación                |                             |
| San Vicente y las Granadinas | Jamaica                     |

Hubo cambios respecto de la edición anterior: Jamaica volvió a participar en la clasificación. Ni Santa Lucía, ni las islas Vírgenes Británicas, ni Curazao, ni las islas Turcas y Caicos ni USA South participaron, dado que no son miembros de pleno derecho de la World Rugby.

## Clasificación
| 5 de marzo           | San Vicente y las Granadinas | 0 - 48  | Jamaica                                                                                     | Estadio Arnos Vale, Kingstown, San Vicente y las Granadinas |                                                        |
|                      |                              | Reporte | Tries: Grayson (2), Smith, Thomas, Groves, Miller, Richards, Creary; Con: Groves (3), Scott | Asistencia: 1.000 espectadores Árbitro(s): Nigel Owens      | Asistencia: 1.000 espectadores Árbitro(s): Nigel Owens |
| Hylton 62' hasta 72' |                              |         |                                                                                             |                                                             |                                                        |

## Zona norte
| Pos. | Equipo              | Encuentros | Encuentros | Encuentros | Encuentros | Tantos  | Tantos    | Tantos     | Puntos Bonus | Puntos Totales |
| Pos. | Equipo              | jugados    | ganados    | empatados  | perdidos   | a favor | en contra | diferencia | Puntos Bonus | Puntos Totales |
| ---- | ------------------- | ---------- | ---------- | ---------- | ---------- | ------- | --------- | ---------- | ------------ | -------------- |
| 1    | México (56.º)       | 3          | 3          | 0          | 0          | 148     | 37        | + 111      | 3            | 15             |
| 2    | Islas Caimán (61.º) | 3          | 2          | 0          | 1          | 91      | 53        | + 38       | 1            | 9              |
| 3    | Bermudas (67.º)     | 3          | 1          | 0          | 2          | 51      | 135       | - 84       | 1            | 5              |
| 4    | Bahamas (86.º)      | 3          | 0          | 0          | 3          | 24      | 89        | - 65       | 0            | 0              |

- Entre paréntesis el número de clasificación en el ranking de World Rugby.

### Partidos
| 7 de mayo                  | Bahamas                   | 3 - 39  | México | Campo de rugby «Winton», Nassau, Bahamas |  |
|                            | GC: Brian Baker (1/2) 42' | Reporte | Tries: Fharid Samano 33', Rodrigo Marquez 48', José Reyes 60', Roberto Calderón 66', Miguel Carner 83'; Con: Agustín Sánchez (4/5) 34', 49', 61', 67'; GC: Agustín Sánchez (2/2) 54', 64' |                                          |  |
| Arman Carlos 76' hasta 80' |                           |         | |                                          |  |

| 21 de mayo | Islas Caimán | 20 - 8  | Bahamas                                        | Complejo Deportivo Truman Bodden, George Town, Islas Caimán |                                                       |
| | Tries: Venasio Tokatokauanua 10', Andre Ormond 38', Justin Wight 43'; Con: Shaun McDermott (1/3) 10'; GC: Shaun McDermott (1/2) 30' | Reporte | Tries: Mark Hammerton 51'; GC: Brian Baker 63' | Asistencia: 1.050 espectadores Árbitro(s): Jamie Baum       | Asistencia: 1.050 espectadores Árbitro(s): Jamie Baum |
| Local: · Yohann Regnard 54' hasta 64' · Chris Kennedy 60' hasta 70' · Paul Westin 71' hasta 80' · Visitante: · Patrick Arthur 54' hasta 64' · Joshua Feaster 79' hasta 80' | |         |                                                |                                                             |                                                       |

| 21 de mayo | México | 75 - 10 | Bermudas                                                           | Universidad Iberoamericana, Ciudad de México, México |                                                      |
|            | Tries: Rodrigo Márquez 9'c, 59', Christian Henning 22'c, 32'c, 44'c, 52'c, Luis Arredondo 36'c, Andrés Rodríguez 46'c, Gonzalo Pons 43'c, 79'c, Simon Pierre 73'c; Con: Agustín Sánchez 10', 24', 33', 37', 45', 47', 53', 55', 74', 80' | Reporte | Try: Thomas Edwards 15'c; Con: Dan Cole 16'; GC: Thomas Edwards 5' | Asistencia: 450 espectadores Árbitro(s): Harry Mason | Asistencia: 450 espectadores Árbitro(s): Harry Mason |

| 4 de junio | Bermudas | 30 - 13 | Bahamas                                           | Centro Nacional de Deportes, Hamilton, Bermudas |  |
|            | Tries: Nigel Burgess (2), Antonio Perinchief, Bennet Gibson; Con: Thomas Edwards (2); GC: Thomas Edwards (2) | Reporte | Tries: Ryan Knowles, Andrew Kemp; GC: Brian Baker |                                                 |  |

| 18 de junio                                  | Islas Caimán | 47 - 11 | Bermudas                                                        | Complejo Deportivo Truman Bodden, George Town, Islas Caimán |  |
|                                              | Tries: Al Lum 6', Michael Wilson 16', 26', Paul Westin 28', Venasio Tokatokauanua 41', Justin Wight 56', Peter de Vere 74'; Con: Morgan Shelver (5/6) 7', 17', 27', 29', 57', Shaun McDermott (1/1) 74'; GC: Morgan Shelver (0/1) | Reporte | Try: Guerhardt Lamprecht 76'; GC: Thomas Edwards (2/2) 13', 20' |                                                             |  |
| Local: · Severiano Tabuaniwere 48' hasta 58' | |         |                                                                 |                                                             |  |

| 2 de julio                        | México | 34 - 24 | Islas Caimán | Campo de Rugby, Dos Ríos, México                      |                                                       |
|                                   | Tries: Gonzalo Pons 11', 29', Fharid Samano 16', Christian Henning 22', Luis Arrendondo 53'; Con: Agustín Sánchez (3/5) 17', 30', 54'; GC: Agustín Sánchez (1/2) 3' | Reporte | Tries: Michael Wilson 5', 61', Paul Westin 76'; Con: Shaun McDermott (3/3) 6', 62', 77'; GC: Shaun McDermott (1/1) 47' | Asistencia: 650 espectadores Árbitro(s): Shaun Bastic | Asistencia: 650 espectadores Árbitro(s): Shaun Bastic |
| Local: · José Reyes 64' hasta 74' | |         | |                                                       |                                                       |

## Zona sur
| Pos. | Equipo                   | Encuentros | Encuentros | Encuentros | Encuentros | Tantos  | Tantos    | Tantos     | Puntos Bonus | Puntos Totales |
| Pos. | Equipo                   | jugados    | ganados    | empatados  | perdidos   | a favor | en contra | diferencia | Puntos Bonus | Puntos Totales |
| ---- | ------------------------ | ---------- | ---------- | ---------- | ---------- | ------- | --------- | ---------- | ------------ | -------------- |
| 1    | Guyana (54.º)            | 3          | 3          | 0          | 0          | 96      | 38        | + 58       | 2            | 14             |
| 2    | Trinidad y Tobago (44.º) | 3          | 2          | 0          | 1          | 91      | 42        | + 49       | 3            | 11             |
| 3    | Barbados (75.º)          | 3          | 1          | 0          | 2          | 22      | 87        | - 65       | 0            | 4              |
| 4    | Jamaica (78.º)           | 3          | 0          | 0          | 3          | 17      | 59        | - 42       | 0            | 0              |

- Entre paréntesis el número de clasificación en el ranking de World Rugby.

### Partidos
| 23 de abril                            | Guyana | 48 - 17 | Barbados                                                | Estadio Nacional «Providencia», George Town, Guyana |                              |
|                                        | Tries: Avery Corbin 9', 32'c, 42'c, Rickford Cummings 24'c, Dwayne Schroeder 39'c, Lancelot Adonis 63'c, Dane Parks 74'; Con: Ryan Gonsalvez (5/7); GC: Ryan Gonsalvez 6' | Reporte | Tries: Faggiani 29', 47', Clarke 69'; Con: Carter (1/3) | Árbitro(s): Haylee Slaughter                        | Árbitro(s): Haylee Slaughter |
| Local: Rickford Cummings 82' hasta 83' | |         |                                                         |                                                     |                              |

| 23 de abril                      | Trinidad y Tobago | 34 - 14 | Jamaica                                                                                    | Estadio Ato Boldon, Couva, Trinidad y Tobago |                             |
|                                  | Tries: Joseph Quashie 16', 48', Omari Doyle 18', Adam Frederick 22', Leon Pantor 40'c, Kieshon Walker 80'; Con: Leon Pantor (1/4) 48', Johnasson Alleyne (1/2) 40' | Reporte | Tries: Antonio Baker 72'c, Orien Smith 75'c; Con: Hylton 73', Thomas 75'; GC: Thomas (0/2) | Árbitro(s): Jorge Rodríguez                  | Árbitro(s): Jorge Rodríguez |
| Visitante: Grayson 36' hasta 46' | |         |                                                                                            |                                              |                             |

| 21 de mayo | Barbados                          | 5 - 39  | Trinidad y Tobago | Hipódromo Garrison Savannah, Bridgetown, Barbados |                          |
|            | Try: Millar 75'; GC: Carter (0/3) | Reporte | Tries: Silverthorn 3', 23', 43', 68', Phillip 18', 53', Joseph 80'; Con: Guerra (1/5) 24', Hudson (0/1), Clark (1/1) 81' | Árbitro(s): John Stevens                          | Árbitro(s): John Stevens |

| 21 de mayo                                               | Guyana                                                                                              | 23 - 5  | Jamaica                          | Campo de Rugby del parque nacional, Georgetown, Guyana |                           |
|                                                          | Tries: Adonis 39', Mayers 42', King 51', 75'; Con: Gonsalves (0/3) Broomes (0/1); GC: Gonsalves 33' | Reporte | Try: Miller 3'; Con: Lynch (0/1) | Árbitro(s): Michael Jones                              | Árbitro(s): Michael Jones |
| Visitante: · Grayson 47' hasta 57' · Daley 63' hasta 73' | |         |                                  |                                                        |                           |

| 18 de junio | Barbados | Walkover | Jamaica |                                |  |
|             |          |          |         | Árbitro(s): Antonio Magallanes |  |

|                                                                                              | Trinidad y Tobago                                                                                        | 18 - 23 | Guyana                                                                                                 | Estadio Hasely Crawford, Puerto España, Trinidad y Tobago |                           |
|                                                                                              | Tries: Phillip 39', Frederick 49', Richards 60'; Con: O'Connor (0/2), Guerra (0/1); GC: Pantor (1/2) 68' | Reporte | Tries: K. McKenzie 19', Butts 43', O. McKenzie 79'; Con: Adonis (2/3) 44', 80'; GC: Gonsalves (1/1) 6' | Árbitro(s): David Sherwin                                 | Árbitro(s): David Sherwin |
| Local: · Silverthorn 72' hasta 80' · Hill 78' hasta 80' · Visitante: · Staglon 79' hasta 80' | |         | |                                                           |                           |

## Final
| 1 de octubre | México | 32 - 3  | Guyana |  |  |
|              |        | Reporte |        |  |  |

| Bandera de México |
| Campeón México    |
| Primer título     |